# Битва при Айнтабе
Битва при Айнта́бе — сражение между армией крестоносцев под командованием Балдуина III Иерусалимского и войсками сирийского атабека Нур ад-Дина Махмуда ибн Занги в августе 1150 года в районе города Айнтаб (Газиантеп). Битва завершилась тактической победой крестоносцев, но в стратегическом плане обернулась для них поражением.

## Предыстория
Имад ад-Дин Занги, отец Нур ад-Дина, захватил Эдессу в 1144 году. Лишенные своей столицы западные земли графства влачили жалкое существование более шести лет. Это время прошло под нарастающим давлением со стороны мусульманских государств, окружавших их. В 1150 году византийский император Мануил I Комнин выразил заинтересованность в приобретении остатков Эдесского графства. Как сюзерен Балдуин III был обязан защищать их в случае нападения. Признавая, что крестоносцы были способны удерживать эти территории в течение длительного времени, Балдуин III согласился передать их византийцам.
Балдуин III встретился с послами Мануила I в Турбесселе (Тель-Башире) и провел переговоры о передаче территорий. Франкам и армянам, которые хотели оставаться подданными короля, было разрешено уйти в Антиохию под охраной королевской армии. Маленькая армия Балдуина III состояла из 500 рыцарей и неизвестного количества пехотинцев.

## Битва
Войска Нур ад-Дина напали на колонну христиан между Дулуком и Айнтабом. Развернув солдат в боевой порядок, Балдуин III смог довести мирных жителей до Айнтаба и укрыть их в городе до рассвета.
На следующий день франки перегруппировались для защиты беженцев и обоза. Балдуин III возглавил авангард, в то время как антиохийские рыцари защищали правый и левый фланги. Граф Триполи Раймунд II и Онфруа II де Торон возглавляли мощный арьергард. Расположение пехотинцев в формировании не известно — оно не было упомянуто Вильгельмом Тирским.
Турки Нур ад-Дина напали в традиционной манере, окружив колонну и осыпая её «таким ливнем стрел, что обоз напоминал дикобраза» . Весь день турки пытались разбить формирование крестоносцев или снизить их боевой дух. Но франки упорно шли вперед, сохраняя строгую дисциплину и отвечая контратаками, когда враги подходили слишком близко. Нур ад-Дин, обескураженный отсутствия успеха и истощением собственных ресурсов, на закате прекратил преследование. Колонна крестоносцев доставила беженцев на антиохийскую территорию без дальнейших неприятностей.

## Последствия
Балдуин III все правильно рассчитал. В течение года остальные территории бывшего Эдесского графства были захвачены турками. Королю удалось без серьёзных потерь успешно провести эдесских беженцев до Антиохии. Однако потеря Эдесского графства представляла собой серьёзное стратегическое поражение крестоносцев.